# Valeria Puig
Valeria Puig Sobredo (Montevideo, 28 de mayo de 1988) es una guionista, escritora, productora y directora de cine uruguaya. 
Puig estudió en la Universidad de Poitiers, en la Universidad de Roma La Sapienza y obtuvo una maestría en guion y producción para cine y televisión de la Universidad de Westminster en 2011. En 2004 realizó con otros cineastas la película Dos.
Puig es una escritora y editora, conocida por The World Behind a Glass de 2014, Confesiones de un taxista  de 2011 y Les lignes de la route de 2008.

## Filmografía
- 2014,  The World Behind a Glass
- 2011,  Confesiones de un taxista, director, productora
- 2012,	White Collar Hooligans 2, producción
- 2008,  Mic & Rob, escritora
- 2008,  Les lignes de la route
- 2010,	Male Mode, editora
- 2009,  Dario Fo	, editora
- 2005,  Dos

## Libros
- 2021, Pertenezco